# Liste der Monuments historiques in Lechâtelet
Die Liste der Monuments historiques in Lechâtelet führt die Monuments historiques in der französischen Gemeinde Lechâtelet auf.

## Liste der Objekte
| Bezeichnung                           | Beschreibung                                     | Standort                              | Kennzeichnung | Schutzstatus | Datum | Bild |
| ------------------------------------- | ------------------------------------------------ | ------------------------------------- | ------------- | ------------ | ----- | ---- |
| Glocke                                | Bronze, 1598 gegossen; eiserner Klöppel von 1830 | in der Kirche St-Jean-Baptiste (Lage) | PM21000552    | Classé       | 1943  |      |
| Skulpturengruppe Unterweisung Mariens | Kalkstein, farbig gefasst, 17. Jahrhundert       | in der Kirche St-Jean-Baptiste (Lage) | PM21000553    | Classé       | 1962  |      |